# Kaszpi-tengeri ingola
A kaszpi-tengeri ingola (Caspiomyzon wagneri) az ingolák (Cephalaspidomorphi) osztályának az ingolaalakúak (Petromyzoniformes) rendjéhez, ezen belül az ingolafélék (Petromyzontidae) családjához tartozó faj. Nemének egyetlen faja.

## Előfordulása
A kaszpi-tengeri ingola elterjedési területe a Kaszpi-tenger és a beletorkolló folyók, a Volga, az Urál stb.

## Megjelenése
A felső állkapcsi lemez keskeny, csak egy tompa foggal. Az alsó állkapcsi lemez 5 foggal, közülük a két szélső néha kéthegyű. Szájkorongja a belső felén tompa, a külsőn gyenge, lekerekített szarufogakkal, amelyek rézsútos ívben rendeződtek. Az elülső nyelvlemez középső beszögellés nélküli, elülső peremén egy sor azonos nagyságú fogacska ül. A kifejlett állatok érettségi fokától függően a két hátúszót széles köztes tér választja el, vagy éppen érintkeznek egymással. A második hátúszó a farokúszóval érintkezik. Hátoldala a világoszöldestől a sötét olajzöldig változik, sötét foltok vagy márványozás nélkül; oldalai és a hasoldal világosak, ezüstös csillogással. Testhossza 20-40 centiméter, maximum körülbelül 55 centiméter. Két alfaját különböztetjük meg, közülük a kisebb formának a már körülbelül 20 centiméteres példányai ivarérettek, a nagyobb alfaj átlagos hossza 37-41 centiméter.

## Életmódja
A kaszpi-tengeri ingola ragadozó életmódot folytató hal, amely szájával a halak testére tapadva azok húsával és vérével táplálkozik.

## Szaporodása
A kaszpi-tengeri ingola vándorló hal, október és december között nagy csapatokban felfelé úszik a folyókban. A téli pihenő után (a táplálkozást már útban az ívóhelyek felé beszünteti), március és május között ívik, a nőstény nagyságától függően 20 000-32 000 ikráját a folyóágy homokos vagy kavicsos részén, fészekgödörbe rakja.